# Baileys Harbor, Wisconsin
Baileys Harbor là một thị trấn thuộc quận Door, tiểu bang Wisconsin, Hoa Kỳ. Năm 2010, dân số của thị trấn này là 972 người.